# Pallacanestro 3x3
La pallacanestro 3x3, o semplicemente 3x3 (letto "tre contro tre"), è uno sport di squadra, variante della pallacanestro, che si gioca su un lato del campo dove si confrontano due formazioni di tre giocatori (più un cambio per squadra).
Dal 2007 la FIBA ne organizza i Mondiali, gli Europei e il World Tour. Il formato venne testato ai Giochi asiatici indoor 2007 ed ai Giochi asiatici giovanili 2009, per poi essere lanciato a livello mondiale con il debutto ai Giochi olimpici giovanili estivi 2010.

## Storia
Il 3x3 deriva dal basket giocato nei playground che ha preso la forma odierna a partire dalla fine degli anni ottanta, quando negli Stati Uniti sono stati organizzati importanti tornei che hanno cominciato a fissarne le regole. Da allora, il 3x3 si è diffuso in maniera crescente in tutto il mondo.
Dal 2007 la FIBA ne organizza i Mondiali, gli Europei ed il World Tour. Il formato venne testato ai Giochi asiatici indoor 2007 ed ai Giochi asiatici giovanili 2009, per poi essere lanciato a livello mondiale con il debutto ai Giochi olimpici giovanili estivi 2010. È presente fin dal 2015 ai Giochi europei.
Dal 2021 si disputa anche ai Giochi olimpici, con otto teste di serie di nazioni. Da Los Angeles 2028, saranno 12 le nazionali a partecipare al torneo olimpico, sia maschile che femminile.
Il più grande giocatore di streetball di tutti i tempi è considerato da molti Earl Manigault, il quale ha portato lo streetball di New York, più specificamente quello di Harlem (Rucker Park), ai massimi livelli.

## Regole di gioco
La FIBA nel 2007 insieme agli arbitri, tra cui Gianluca Mattioli, ha creato il primo regolamento ufficiale della pallacanestro 3x3. Nelle situazioni non espressamente previste si applicano le normali regole della pallacanestro FIBA.
- Ogni squadra è formata da tre giocatori più un sostituto.
- Si gioca su una metà campo con un solo canestro.
- Il pallone utilizzato indifferentemente da uomini e donne ha la circonferenza di quello utilizzato (taglia 6) nella pallacanestro femminile e il peso di quello utilizzato nella pallacanestro maschile (taglia 7).
- Non si esegue mai il salto a due, un sorteggio iniziale dà al vincitore la facoltà di scegliere se partire con il primo possesso o scegliere di cominciare con la palla un eventuale tempo supplementare.
- Non esistono le rimesse, dopo ogni fischio dell'arbitro due avversari eseguiranno il "check" all'esterno dell'arco, frontalmente al canestro. Il check consiste in un normale passaggio di pallacanestro effettuato da un difensore verso l'attaccante che inizierà l'azione.
- Nelle situazioni di palla contesa, viene assegnata alla difesa.
- Ogni canestro segnato da dentro l'arco vale un punto, da fuori due punti.
- La partita si disputa su un singolo tempo di 10 minuti e può terminare in anticipo se una delle squadre arriva al punteggio di 21; se alla fine del tempo le squadre sono in parità si va ai supplementari e vince chi riesce a segnare per primo due punti.
- L'azione comincia con la squadra in difesa che passa il pallone agli avversari dietro l'arco.
- Ogni azione di attacco può durare al massimo 12 secondi, lo shot clock si resetta, come nel 5 contro 5, dopo ogni tocco del pallone sull'anello.
- Un giocatore non può rimanere spalle a canestro, dentro l'arco, per più di 5 secondi. Altrimenti si verifica una violazione per "stalling".
- Dopo un canestro segnato, la squadra che lo ha subìto rigioca immediatamente il pallone da sotto il canestro, senza rimessa, e deve farlo uscire dietro l'arco prima di tentare un tiro; questa azione si chiama "clear the ball". Similmente, se la squadra che difende prende un rimbalzo, la palla deve essere giocata da un cestista che si trova fuori dalla linea dei due punti. Se la palla non viene "pulita" prima di effettuare un tiro a canestro, è una violazione.
- Le sostituzioni devono avvenire quando la palla non è in gioco e si effettuano nella linea laterale frontale al canestro.
- Ogni squadra dispone di un time out di 30 secondi.
- Non esiste un numero massimo di falli che un giocatore può commettere, ma dopo due antisportivi vi è l'espulsione.
- I falli sul tiro vengono puniti con un tiro libero se il fallo è commesso dentro l'arco, con due se fuori; al settimo, ottavo e nono fallo di squadra vengono assegnati due tiri liberi per ogni fallo, dopo il decimo due tiri liberi più il possesso palla per ogni fallo.
- Il fallo tecnico è punito con un tiro libero, amministrato prima di ogni altra sanzione, e il possesso torna a chi lo aveva al momento del fallo; la regola è uguale a quella del 5 contro 5.
- Non esiste l'espulsione per somma di falli tecnici.
- Il fallo antisportivo conta come 2 falli di squadra ed è punito a seconda del numero di falli di squadra (fino al nono fallo: 2 tiri liberi con rimbalzo; dal decimo fallo: 2 tiri liberi e possesso di palla) ma, nel caso sia il secondo fallo antisportivo di un giocatore, la sanzione sarà in ogni caso equiparata a quella dell'espulsione (2 tiri liberi e possesso di palla).